# ARKive
ARKive는 "야생 동물 이미지의 힘을 통해 세계의 멸종 위기에 처한 종의 보존을 촉진"한다는 사명을 가진 글로벌 이니셔티브로, 전 세계 종의 영화, 사진, 오디오 녹음을 찾아 중앙 집중식 디지털 아카이브로 모아 이를 수행했다. 그 우선순위는 c에 대한 시청각 프로필을 완성하는 것이었다. IUCN 멸종위기종 레드리스트에 17,000종이 등록되어 있다.
이 프로젝트는 영국 브리스톨에 본사를 둔 영국 등록 교육 자선 단체인 와일드스크린(Wildscreen)의 주도로 이루어졌다. 기술 플랫폼은 HP 랩스의 디지털 미디어 시스템 연구 프로그램의 일부로 휴렛 팩커드에서 개발했다.
ARKive는 버드라이프 인터내셔널, 컨버세이션 인터내셔널(Conservation International), 국제자연보존연맹(IUCN), UN 세계 보존 모니터링 센터(UNEP-WCMC) 및 세계자연기금(WWF), 자연사 박물관과 같은 주요 학술 및 연구 기관, 큐 왕립 식물원, 그리고 스미소니언 연구소을 포함한 주요 보존 단체의 지원을 받았다. 생명의 백과사전 기관협의회 소속이었다.
멸종 위기에 처한 종과 멕시코 만의 종을 다룬 구글 어스용 ARKive 레이어 2개는 구글 어스 아웃리치에서 제작되었다. 이들 중 첫 번째 제품은 와일드스크린의 후원자인 데이비드 애튼버러 경에 의해 2008년 4월에 출시되었다.
이 웹사이트는 2019년 2월 15일에 폐쇄되었다. 이미지와 비디오 컬렉션은 미래 세대를 위해 안전하게 저장된다.

## 같이 보기
- 생명의 카탈로그
- 생명의 백과사전
- 온라인 백과사전 목록